# Białki (województwo podlaskie)
Białki (białorus. Белкі) – wieś w Polsce położona w województwie podlaskim, w powiecie hajnowskim, w gminie Narew w. Leży w dolinie rzeki Małynki.
| SIMC    | Nazwa      | Rodzaj    |
| ------- | ---------- | --------- |
| 0035895 | Konczlanie | część wsi |
| 0035903 | Seredlanie | część wsi |

W latach 1975–1998 miejscowość administracyjnie należała do województwa białostockiego.
Wieś w 2011 roku zamieszkiwało 49 osób.
W pobliżu wsi zachował się kamień, na którym znajduje się według dawnych wierzeń miejscowej ludności, odciśnięty ślad po stopie Matki Bożej. Ślad jest głęboki na około 10 mm i wyraźny. Według podania w czasach epidemii do świętego miejsca w niedalekim uroczysku Piatenka (koło wsi Folwarki Tylwickie) zmierzała Matka Boża by uratować miejscową ludność przed zarazą zostawiając po drodze ślad stopy w kamieniu koło wsi. W zagłębieniu tym często gromadzi się woda, której przypisywano uzdrawiające właściwości. Kamień jeszcze w okresie międzywojennym cieszył się dużą czcią wśród okolicznej ludności. Obecnie kamień został całkowicie zapomniany i leży w zaroślach obok wsi.
Według Powszechnego Spisu Ludności przeprowadzonego w 1921 roku Białki zamieszkiwane były przez 140 osób w 15-u domach, wszyscy mieszkańcy wsi zadeklarowali wówczas białoruską przynależność narodową oraz wyznanie prawosławne. 
W latach 1944–1947 w ramach akcji przesiedleńczej Białorusinów z terytorium Polski Ludowej i Polaków z terytorium Radzieckiej Białorusi kilkanaście rodzin z Białek na zawsze wyemigrowało do Związku Radzieckiego. Znaczna część z nich zamieszkała w rejonie dziatłowskim (Obwód grodzieński Republiki Białorusi), gdzie po dziś dzień tworzy zwartą społeczność opartą na poczuciu wspólnoty pochodzenia.
Przez Białki przebiega Szlak Świątyń Prawosławnych – szlak turystyczny promujący kulturę prawosławia na Północnym Podlasiu.
W miejscowości, przy drodze do Ogrodnik, znajduje się mogiła żołnierska z 1944.
Prawosławni mieszkańcy wsi należą do parafii św. Michała Archanioła w pobliskiej Trześciance.